# Benitoit
Das seltene Mineral Benitoit ist ein Ringsilikat mit der chemischen Zusammensetzung BaTi[Si3O9]. Er kristallisiert im hexagonalen Kristallsystem und entwickelt überwiegend trigonale und/oder hexagonale, prismatische bis tafelige pyramidale Kristalle in meist saphirblauer Farbe.
Benitoite werden ausschließlich zu Schmucksteinen verarbeitet.

## Etymologie und Geschichte
Der erste Fund von Benitoit im Februar 1907 wurde durch den Prospektor James M. Couch gemacht. Er suchte im Auftrag von Roderick W. Dallas in den Diablo Mountains nach Zinnober oder Kupfererz. An einem Hang betrat Couch eine mannshohe Aushöhlung zwischen zwei Felsspalten und sah am Boden zahllose blaue, aus weißem Natrolith herausgewitterte Kristalle aus Benitoit. Einige Stücke wurden zum Facettieren an einen Juwelier in San Francisco geschickt. Schließlich wurde Georg Davis Louderback, Professor der Geologie an der Universität von Kalifornien in Berkeley, mit der Identifizierung der noch unbekannten Kristalle beauftragt. Er beschrieb das neue Mineral noch im selben Jahr ausführlich und benannte es nach seiner Typlokalität San Benito County Benitoit.
Für den Abbau wurde die „Dallas Mining Company“ gegründet und ein Camp gebaut. Im Folgenden blieben beim Abbau unter der Benutzung von Dynamit zur Arbeitserleichterung nur ca. 1 % der Benitoite erhalten. 1912 wurde die Mine geschlossen, weil Dallas davon ausging, dass sie erschöpft sei. Nach einer kurzzeitigen Wiedereröffnung im Jahre 1933 wurde die Mine an diverse Unternehmer verpachtet. 1967 pachteten B. Grey und B. Forrest die Mine. Die beiden kauften die Mine 1987 und erweiterten sie, der Name wurde in „Benitoite Gem Mine“ geändert. 1997 wurde die Mine an die AZCO Company verpachtet, die trotz größerer Investitionen keine nennenswerten Mengen Benitoit fand. Collector’s Edge Minerals, Inc. kaufte die Mine im Jahr 2000. 2005 verkaufte die Gesellschaft die Mine 2005 an Dave Schreiner. Schreiner war vertraglich verpflichtet, bis 2015 kein schweres Gerät einzusetzen. Er erlaubt Besuchern, für eine Gebühr auf dem Minengelände zu schürfen.
Benitoit wurde 1985 zum offiziellen „State Gemstone“ des Staates Kalifornien ausgewählt.

## Klassifikation
In der veralteten 8. Auflage der Mineralsystematik nach Strunz gehörte der Benitoit zur Mineralklasse der „Silikate“ und dort zur Abteilung „Ringsilikate (Cyclosilikate)“, wo er gemeinsam mit Pabstit, Pseudowollastonit und Wadeit in der „Benitoitgruppe“ mit der Systemnummer VIII/C.01 steht.
In der zuletzt 2018 überarbeiteten Lapis-Systematik nach Stefan Weiß, die formal auf der alten Systematik von Karl Hugo Strunz in der 8. Auflage basiert, erhielt das Mineral die System- und Mineralnummer VIII/E.01-010. Dies entspricht der Klasse der „Silikate“ und dort der Abteilung „Ringsilikate“, wo Benitoit zusammen mit Bazirit, Bobtraillit, Pabstit, Rogermitchellit und Wadeit eine unbenannte Gruppe mit der Systemnummer VIII/E.01 bildet.
Die von der International Mineralogical Association (IMA) zuletzt 2009 aktualisierte 9. Auflage der Strunz’schen Mineralsystematik ordnet den Benitoit in die Klasse der „Silikate und Germanate“ und dort in die Abteilung „Ringsilikate (Cyclosilikate)“ ein. Hier ist das Mineral in der Unterabteilung „[Si3O9]6−-Dreier-Einfachringe ohne inselartige, komplexe Anionen“ zu finden, wo es zusammen mit Bazirit und Pabstit die „Benitoitgruppe“ mit der Systemnummer 9.CA.05 bildet.
In der vorwiegend im englischen Sprachraum gebräuchlichen Systematik der Minerale nach Dana hat Benitoit die System- und Mineralnummer 59.01.01.02. Das entspricht der Klasse der „Silikate“ und dort der Abteilung „Ringsilikate: Dreierringe“. Hier findet er sich innerhalb der Unterabteilung „Ringsilikate: Wasserfreie Dreierringe, keine anderen Anionen“ in der „Benitoitgruppe“, in der auch Bazirit, Pabstit und Wadeit eingeordnet sind.

## Kristallstruktur

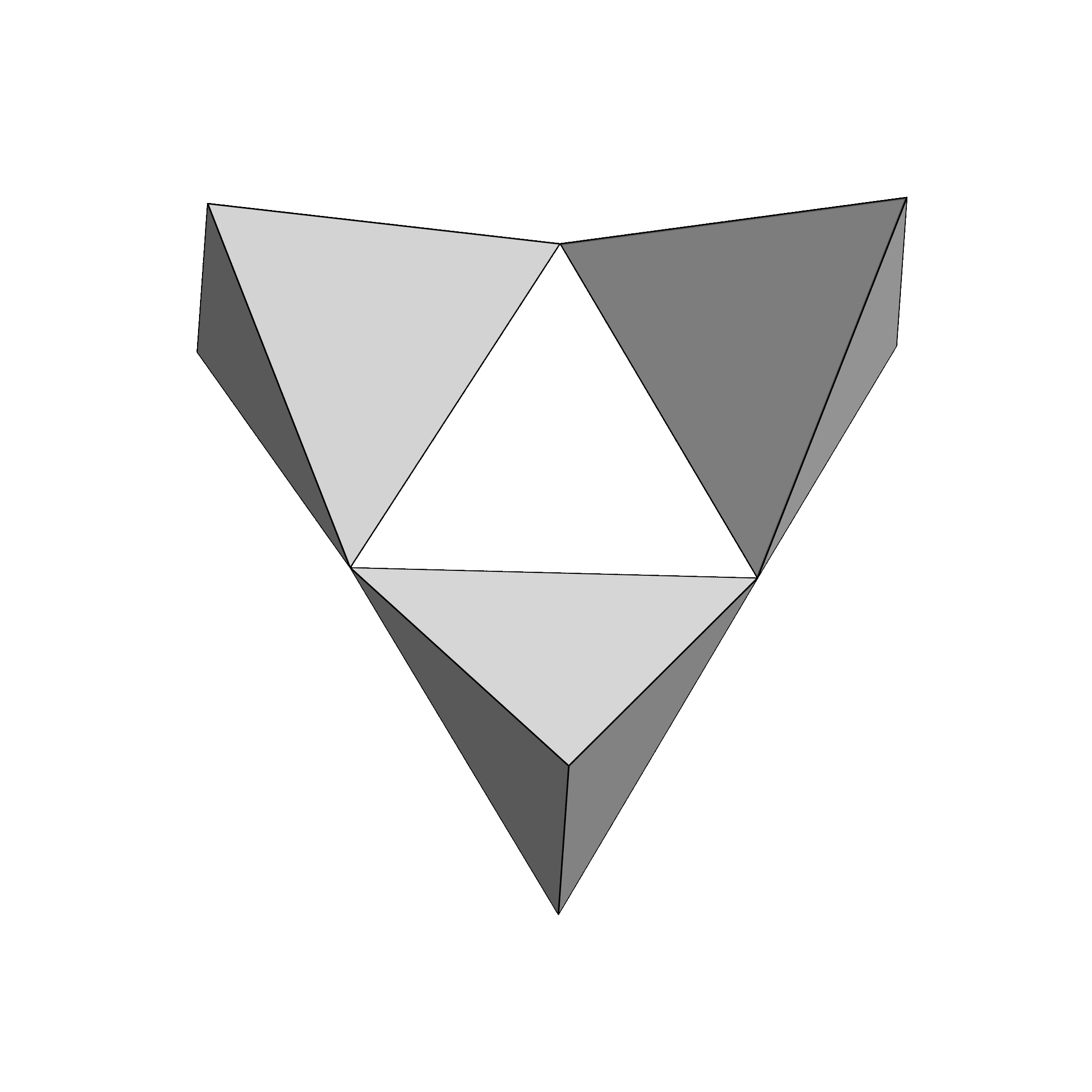
3er Einfachring des Benitoit

Benitoit kristallisiert im hexagonalen Kristallsystem in der Raumgruppe P6c2 (Raumgruppen-Nr. 188) mit den Gitterparametern a = 6,641 Å und c = 9,759 Å sowie zwei Formeleinheiten pro Elementarzelle.
Benitoit ist ein Ringsilikat mit Dreier-Einfachringen als Silikat-Anionenkomplex.

## Eigenschaften
Das Saphirblau (mit einem Hauch von Violett) des Benitoits (manchmal auch als „blauer Diamant“ bezeichnet) wird eventuell von Spuren von Eisen verursacht. Sehr selten findet man auch klare, weiße, grüngraue, rosa- bis purpurfarbene, orange, rote oder kastanienbraune Kristalle (mit Einschlüssen von anderen Mineralien wie z. B. Neptunit). Wegen seines starken Dichroismus zeigt Benitoit senkrecht zur C-Achse ein helles Kornblumenblau bis tiefes, leicht violettes Blau und erscheint parallel zur C-Achse farblos. Unter kurzwelligem UV-Licht fluoresziert Benitoit hellblau, unter langwelligem UV-Licht zeigen manche Kristalle eine rötliche Farbe. Die Dispersion (unterschiedliche Lichtbrechung je nach Wellenlänge des einfallenden Lichts) von Benitoit kann ein Funkeln von roten und grünen Blitzen verursachen.
Das Mineral ist hart genug (Mohshärte 6,5) um als Schmuckstein verarbeitet zu werden, allerdings ist es immer noch ziemlich unbekannt. Facettierte Benitoite wiegen üblicherweise weniger als 1 ct. Ein facettierter, klarer Benitoit mit einer guten Farbe, der mehr als 0,5 ct wiegt, ist selten und entsprechend teuer.

## Bildung und Fundorte

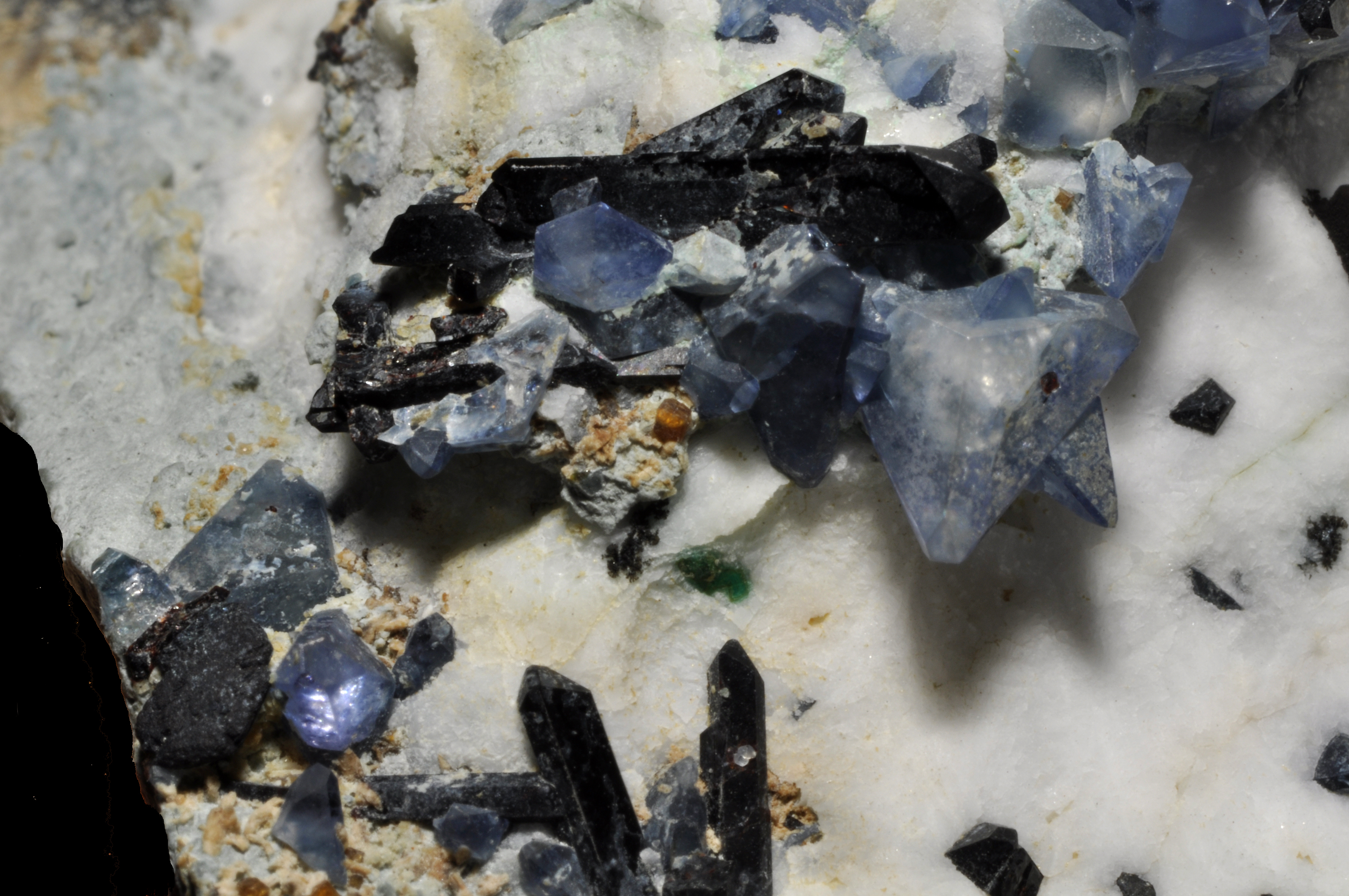
Benitoit in trigonalem Habitus zusammen mit Joaquinit (braun) und Neptunit (schwarz)

Benitoitkristalle werden in hydrothermalen Lösungen in Natrolith-Adern geformt, die relativ hohe Anteile an für hydrothermale Lösungen unüblichen Elementen wie Barium, Titan, Fluor, Eisen und anderen enthielten. Benitoit kommt normalerweise zusammen mit Albit, Joaquinit, Neptunit und Serpentin vor. Natrolith, das als letztes Mineral in den Benitoit-Vorkommen entstanden ist, überdeckt normalerweise die Benitoit-Kristalle, weshalb es z. B. mit Salzsäure entfernt werden muss, um die Benitoit-Kristalle sichtbar zu machen.
Benitoite stammen fast ausschließlich aus dem reich mineralisierten (mehr als 150 Halbedelsteine und Edelsteine) Serpentinkörper des New-Idria-Minengebietes nahe dem San Benito River im San Benito County in Kalifornien (USA). Dort kann man Benitoit am südlichen Ende der „Diablo Range“ finden, einem Gebirgsgürtel, der Basalt, Hornstein, Grauwacke, Schiefer, Serpentinit und kreidezeitliche wie auch tertiäre Sandsteine enthält.
Das wegen seiner wertvollen Kristalle bekannteste Benitoit-Bergwerk ist die „Benitoit Edelstein-Mine“ (auch bekannt als „Benitoit Mine“ und „Dallas Gem Mine“), die im Besitz von Dave Schreiner (aus Coalinga, Kalifornien) ist. Schreiner ermöglicht Besuchern, für eine Gebühr im Minengebiet zu schürfen.
Innerhalb eines Radius von 10 km um die „Benitoit Edelstein-Mine“ gibt es vier weitere Benitoit-Minen im Clear Creek: Die „Junnila Mine“, etwa 8 km nordwestlich der „Benitoit Edelstein-Mine“, die „Numero Uno Mine“, die „Victor Mine“ und die „Santa Rita Peak Property“.
Neben dem Fundgebiet im San Benito County findet man weniger wertvollen Benitoit in Arkansas („Diamond Jo Quarry“ bei Magnet Cove im Hot Spring County), „Big Creek“ (im Fresno County in der Sierra Nevada in Kalifornien), Japan (Ōmi bei Itoigawa in Niigata auf Honshū) und schließlich in Broken Hill (New South Wales, Australien).

## Verwendung als Schmuckstein
Große, geschliffene Benitoite (über 1 Karat) sind sehr selten. Normalerweise zeigen sie ein tiefes, intensives Blau. Klare Kristalle von guter Qualität werden zu Schmucksteinen verschliffen und können durchaus den Vergleich mit dem Saphir standhalten. Verwechslungsgefahr besteht mit weiteren Schmucksteinen wie Cordierit, Spinell, Tansanit, den blauen Varietäten der Turmalingruppe und dem farblosen Zirkon.
Der starke Dichroismus und der daraus resultierende Wechsel helleren und intensiveren Blautönen, die leicht feststellbare Verdoppelung der Unterteilfacetten bei Lupen des Steines (farblose und blaue Diamanten wären einfachbrechend) machen Benitoit zu einem relativ leicht identifizierbaren Edelstein. Nur die extrem seltenen farblosen Steine können mit farblosem Zirkon verwechselt werden.
Farblose Benitoite können durch eine Wärmebehandlung in eine orange bis pinkorange Farbe verändert werden. Das genaue Verfahren ist geheim.
Ursprüngliche blaue Benitoite verändert ihre Farbe durch das Brennen nicht.
Ähnlich wie bei Saphir, Rubin oder anderen bekannten Edelsteinen sind große, reine Benitoite mit einem guten Blau sehr teuer. Steine mit einem sehr hellen oder sehr dunklen Blau sind weniger wertvoll. Die Schliffqualität ist allgemein überdurchschnittlich gut.